# Boreoptèrids
Els boreoptèrids (Boreopteridae) són un grup extint de pterosaures ornitoquiroïdeus procedents de la Formació de Yixian de l'Aptià (Cretaci inferior) de Liaoning, Xina.

## Classificació
El 2006, Lü Junchang i col·laboradors van nomenar el clade «Boreopteridae» pel clade que conté l'avantpassat comú de Boreopterus i Feilongus i tots els seus descendents, que els autors van classificar com a parents propers dels ornitoquiroïdeus (Originalment, Feilongus havia estat considerat un Gallodactylidae). Posteriorment es van descriure molts possibles boreoptèrids, un possible exemple és Aetodactylus, que s'ha afirmat que era similar a Boreopterus.
Originalment considerats parents propers dels ornitoquiroïdeus, es va trobar que molts d'aquests suposats boreoptèrids pertanyen a altres grups del llinatge dels pterodactiloïdeus. El 2013, Andres i col·laboradors van trobar que Boreopterus i Feilongus estaven estretament relacionats amb Cycnorhamphus, convertint-los en membres dels Gallodactylidae, com es pensava originalment quan es va descobrir Feilongus. Una anàlisi posterior (incloent els suposats boreoptèrids) va trobar que el mateix Boreopterus (i per tant, el nom Boreopteridae), era efectivament un membre del clade dels ornitoquèrids, però que Feilongus era de fet un Ctenochasmatoidea estretament relacionat amb Gnathosaurus.
El 2014, Andres i col·laboradors van trobar que el veritable clade dels boreoptèrids contenia Boreopterus, Guidraco i Zhenyuanopterus.
El 2017, Wu i col·legues van trobar que només contenia Boreopterus i Zhenyuanopterus.

## Palaeoecologia
Els tàxons coneguts provenen de la Formació de Yixian de Liaoning, que representava un sistema lacustre, cosa que suggereix que aquests animals vivien en hàbitats d'aigua dolça. Es creu que pescaven mentre nedaven, atrapant les preses amb les dents semblants a agulles; aquest mètode de pesca era probablement anàleg al dels dofins del Ganges (Platanista gangetica), que comparteixen una dentició similar.